# Christian Barthomeuf
Christian Barthomeuf est un viticulteur et un producteur de cidres d'origine française.

## Biographie
Né en France, Christian Barthomeuf émigre au Québec en 1974. Installé à Dunham en 1978, il plante ses premiers pieds de vigne en 1980 et inaugure le Domaine des Côtes d’ardoise, premier vignoble du Québec. Il vend ses premières bouteilles en 1983. Il doit cependant se départir de son vignoble pour des raisons financières, mais il continuera de l’exploiter. Il obtient un succès avec sa cuvée Seyval Carte d’Or 1985 qui remporte la première médaille d’or de la province aux Sélections Mondiales des Vins Canada 1986 dans la catégorie «vins de pays».
Il se tourne ensuite vers le vin de glace, puis invente le cidre de glace qu'il commercialise en 1991. Il se consacre depuis 2002, avec Louise Dupuis, à son domaine, le Clos Saragnat, où il produit des cidres et expérimente différentes techniques de vinification naturelle qu'il nomme culture fondamentale.
Il reçoit le Prix du gouverneur général pour les arts de la table en 2010 et est reçu membre de l’Ordre du Canada en 2020.